# Leucania simillima
Leucania simillima är en fjärilsart som beskrevs av Walker 1862. Leucania simillima ingår i släktet Leucania och familjen nattflyn. Inga underarter finns listade i Catalogue of Life.